# Glenn Morshower
Glenn Morshower est un acteur américain, né le 24 avril 1959 à Dallas, au Texas USA .

## Biographie
Il est essentiellement connu pour son rôle de l'agent Aaron Pierce du United States Secret Service dans la série 24 heures chrono. 
Il a également joué le rôle du Shériff Chad Clarke dans la série Friday Night Lights et le rôle de Marshall Winthrop dans la série The Resident.
Au cinéma, il a participé aux films : Piège en haute mer, Tango et Cash, Star Trek : Générations, Air Force One, Godzilla, Pearl Harbor, La Chute du faucon noir, Créance de sang, Otage, The Island, Good Night and Good Luck, Les Chèvres du Pentagone, Transformers,  Le Stratège, X-Men : Le Commencement et After Earth.
À la télévision, il a fait plusieurs apparitions dans les séries : X-Files, Les Experts, Alias, Urgences, Charmed, Walker, Texas Ranger, Star Trek: Enterprise, Buffy contre les vampires, Bones, Monk, Dollhouse, Grey's Anatomy, Cold Case, Hawaii 5-0, New York, police judiciaire, Marvel : Les Agents du SHIELD et Supergirl.

## Filmographie

### Cinéma
- 1976 : Drive-In (en) : Orville Hennigson
- 1979 : Le Mystère du triangle des Bermudes : Gallivan
- 1981 : Réincarnations (Dead & Buried) : Jimmy
- 1984 : Philadelphia Experiment (The Philadelphia Experiment) : Mécanicien
- 1988 : Defense Play de Monte Markham : Barman
- 1989 : 84C MoPic : Cracker
- 1989 : Rock-A-Die Baby : Opie
- 1989 : Tango et Cash (Tango & Cash) : Co-Worker
- 1992 : Piège en haute mer (Under Siege) : Enseigne Taylor
- 1994 : Last Detour
- 1994 : En avant, les recrues ! (In the Army Now) : Sergent Recruteur Richard Day
- 1994 : La Rivière sauvage (The River Wild) : Policier
- 1994 : Star Trek : Générations (Star Trek: Generations) : Officer de pont de l'Enterprise-B
- 1995 : Dominion : Lance
- 1997 : Air Force One : Agent Walters
- 1998 : Godzilla : Kyle Terrington
- 1998 : Phoenix : Manifestant Anti-Abortioniste
- 2001 : Pearl Harbor : Contre-Amiral William F. 'Bull' Halsey Jr.
- 2001 : La Chute du faucon noir (Black Hawk Down) : Lieutenant-Colonel Tom Matthews
- 2002 : Créance de sang (Blood Work) : Capitaine
- 2003 : Fusion (The Core) : Agent du FBI
- 2003 : Gacy (vidéo) : Ted Boyle
- 2003 : The Commission : Commandant James J. Humes
- 2004 : The Last Shot : Agent McCaffrey
- 2005 : Otage (Hostage) : Lieutenant Leifitz
- 2005 : The Island : Courrier médical
- 2005 : Good Night and Good Luck : Colonel Anderson
- 2005 : Disaster! (en) : Général Washington
- 2006 : Bloodlines : Ted Billings
- 2006 : Shroud of Echoes : Ryan
- 2006 : All the King's Men : Dolph Pilser
- 2006 : En territoire ennemi 2 : Amiral Henry D. Wheeler
- 2007 : Transformers de Michael Bay : Colonel Sharp
- 2007 : Grizzly Park : Ranger Bob
- 2007 : Delta Farce : Chef d'État-Major des armées
- 2009 : Les Chèvres du Pentagone (The Men Who Stare At Goats) : Major Jim Holtz
- 2009 : Transformers 2 : la Revanche de Michael Bay : Général Morshower
- 2010 : The Crazies : Officier d'un agence gouvernementale
- 2011 : X-Men : Le Commencement : Colonel Hendry
- 2011 : Cavale aux portes de l'enfer : J.H. Gordon
- 2011 : Transformers 3 : La Face cachée de la Lune (Transformers: Dark of the Moon) : Général Morshower
- 2011 : Le Stratège : Ron Hopkins
- 2013 : After Earth : Commandant Velan
- 2013 : Parkland : Mike Howard
- 2015 : Dark Places de Gilles Paquet-Brenner : Jim Jeffreys
- 2017 : Transformers: The Last Knight de Michael Bay : Général Morshower
- 2017 : Aftermath d'Elliott Lester : Matt
- 2021 : Une affaire de détails (The Little Things) de John Lee Hancock : capitaine Henry Davis

### Télévision
- 1981 : A Few Days in Weasel Creek : Eugene
- 1982 : Skeezer : Tom
- 1983 : Shérif, fais-moi peur (The Dukes of Hazzard) (série TV) (saison 5, épisode 22 "Le mariage mouvementé de Daisy") : Vern
- 1986 : Dream West (feuilleton)
- 1987 : Vietnam War Story (série)
- 1988 : Les Orages de la guerre (War and Remembrance) (feuilleton) : Opérateur Sonar (Moray)
- 1989 : Le Combat de Jane Roe (Roe vs. Wade)
- 1990 : Follow Your Heart : Policier
- 1990 : By Dawn's Early Light : F-18 Pilot
- 1990 : The Court-Martial of Jackie Robinson : Capitaine Spencer
- 1991 : Tagget : Bennett Lawson
- 1991 : Shoot First: A Cop's Vengeance : Prosecutor
- 1991 : The Heroes of Desert Storm (en)
- 1992 : Les Visiteurs de l'au-delà : Capitaine de l'armée de l'air
- 1992 : From the Files of Joseph Wambaugh: A Jury of One : Inspecteur Gary Graves
- 1993 : For Their Own Good
- 1993 : Banner Times : Donnie
- 1993 : La Secte de Waco (In the Line of Duty: Ambush in Waco) : Conway LeBleu
- 1993 : 12:01 : Détective Cryers
- 1993 : Precious Victims : Dog Handler
- 1994 : Confessions: Two Faces of Evil : Lieutenant Siler
- 1994 : Les Enfants de la nuit (Children of the Dark) : Soldat
- 1994-1998 : Les Incroyables Pouvoirs d'Alex : Professeur de sport
- 1995 : Portrait dans la nuit (Sketch Artist II: Hands That See) : Bill Loman
- 1995 : Babylon 5 : Officier Franke, officier de liaison du Gouvernement Terrien
- 1995-2000 : JAG : Premier Maître (Chief Petty Officer) Ned Bannon
- 1995 : Alien Nation: Body and Soul
- 1996 : Erreur judiciaire (Innocent Victims) : Inspecteur Prell
- 1996 : Bénéfice mortel (Death Benefit) : Tim O'Grady
- 1996 : Pistol Pete : Vendeur de ticket
- 1997 : Panique sur la voie express (Runaway Car) : Capitaine Jim Louben
- 1997 : The Rockford Files: Murder and Misdemeanors : Sergent Cranston
- 1998 : X-Files (épisode L'Âme en peine) (saison 5, épisode 17) : Aaron Starkey
- 1999 : King's Pawn (téléfilm) : Woody
- 1999 : The Wonder Cabinet : Sheriff Stenner
- 1999 : Jack Bull (The Jack Bull) : Colonel Jeffries
- 1999 : My Little Assassin : Agent Larrigoy
- 2000 : Le Secret du vol 353 (Sole Survivor) : Robert Donner
- 2000-2001 : Les Experts : Sheriff Brian Mobley
- 2001 : Blonde : Officier
- 2001 : Espions d'État (saison 1, épisode 3) : Bob Lappin
- 2001-2002 : À la Maison-Blanche : Mike Chysler
- 2001-2010 : 24 heures chrono : Agent du Service Secret Aaron Pierce
- 2002 : Buffy contre les vampires (saison 7, épisode 4) : Mr. Newton
- 2003 : Division d'élite (saison 3, épisode 2) : Ricky
- 2003 : Washington Police (saison 3, épisode 14) : Walt Cornell
- 2003 : Adam Sullivan (saison 1, épisode 1 et 4) : Agent Gilmore
- 2003 : Star Trek: Enterprise (saison 3, épisode 9) : MacReady
- 2003 : NCIS (saison 1, épisode 7) : Commandant Robert Peters
- 2004 : Karen Sisco (saison 1, épisode 8) : Chef de la Police Krueger
- 2004 : Preuve à l'appui (saison 3, épisode 7) : Bill Strand
- 2004 : Deadwood (saison 1, épisode 5) : Bart
- 2004 : Homeland Security : Général Eaton
- 2004 : Cyclone, catégorie 6 : Le Choc des tempêtes (Category 6: Day of Destruction) : Pilote du 747
- 2004 : Alias (saison 3, épisode 19 et 20) : Marlon Bell
- 2004 : Summerland (saison 1, épisode 1) : Ted Westerly
- 2004 : NIH : Alertes médicales (saison 1, épisode 7) : Matt Borman
- 2004 : Urgences (saison 11, épisode 5) : Rick Decoyte
- 2005 : Monk (saison 3, épisode 12) : Martin Willowby
- 2005 : Charmed (saison 7, épisode 22 et saison 8, épisode 1) : Agent Keyes
- 2005 : Walker, Texas Ranger: La Machination (Walker, Texas Ranger: Trial by Fire) : Reed Larkin
- 2006 : The Closer (saison 2, épisode 11) : Capitaine West
- 2007 : Bones (saison 2, épisode 19) : Colonel Bob Reid
- 2007 : Les 4400 (saison 4, épisode 7) : Général
- 2007 : Shark (saison 2, épisode 9) : Chef adjoint Don Alston des pompiers de Los Angeles
- 2007-2010 : Friday Night Lights : Chad Clarke
- 2008 : Eli Stone (saison 1, épisode 11) : Warden Brown
- 2009 : Mental (saison 1, épisode 11) : Major Arlen Rawlins
- 2009 : Esprits criminels (saison 5, épisode 2) : Lieutenant Kevin Mitchell
- 2009 : Dollhouse (saison 2, épisode 7) : Shériff Rand
- 2010 : Cold Case (saison 7, épisode 17) : Ray Crawford
- 2010 : New York, police judiciaire (saison 20, épisode 17) : Capitaine
- 2010 : Grey's Anatomy (saison 6, épisode 20) : Walter
- 2010 : Lie to Me (saison 2, épisode 11) : Colonel Gorman
- 2012 : Hawaii 5-0 (saison 2, épisode 22) : Agent Kendricks
- 2012 : NCIS : Los Angeles (saison 4, épisode 2) : Brian Adams
- 2012-2013 : Dallas (10 épisodes) : Lou Rosen
- 2013-2014 : Marvel : Les Agents du SHIELD (saison 1, épisodes 21 et 22) : Général Jacobs
- 2014 : New York, unité spéciale (saison 15, épisode 16) : coach Bill Becker
- 2015-2016 : Supergirl : (saison 1) : Général Sam Lane
- 2015-2016 : Bloodline : Wayne Lowry
- 2017 : Preacher (Saison 2, épisode 1) : Mike
- depuis 2017 : I'm Dying Up Here : Warren Hobbs
- 2018 : Philip K. Dick's Electric Dreams (Saison 1, épisode 7) : Ed

## Jeux vidéo
- 2009 : Call of Duty: Modern Warfare 2 : Overlord
- 2011 : Battlefield 3 : agent Gordon (visage et voix)
- 2017 : Wolfenstein II: The New Colossus : Rip Blazkowicz
- 2022 : Call of Duty: Modern Warfare II (2022) : Général Herschel Shepherd
- 2023 : Call of Duty: Modern Warfare III (2023) : Général Herschel Shepherd

## Voix francophones
En France
| - Christian Peythieu dans : - 24 Heures chrono (série télévisée) - X-Men : Le Commencement - NCIS : Los Angeles (série télévisée) - Lie to Me (série télévisée) - Revolution (série télévisée) - Marvel : Les Agents du SHIELD (série télévisée) - Scandal (série télévisée) - Bloodline (série télévisée) - Preacher (série télévisée) - Philip K. Dick's Electric Dreams (série télévisée) - Patrick Béthune (*1956 - 2017) dans : - À la Maison-Blanche (série télévisée) - After Earth - Dallas (série télévisée) - Castle (série télévisée) - I'm Dying Up Here (série télévisée) - Philippe Catoire dans : - JAG (série télévisée) - Call of Duty: Modern Warfare II (voix) - Call of Duty: Modern Warfare III (voix) - Manhunt (en) (mini-série) - Patrick Borg dans : - Transformers - Transformers 2 : la Revanche - Transformers 3 : La Face cachée de la Lune - Transformers: The Last Knight | - Philippe Dumond dans : - Les Fous du roi - Parkland - Dark Places - Marc Alfos (*1956 - 2012) dans (les séries télévisées) : - Buffy contre les vampires - Grey's Anatomy - Thierry Murzeau dans (les séries télévisées) : - Les Experts - Supergirl Et aussi - Sylvain Clément dans Dominion - Jean Barney dans Panique sur la voie express (téléfilm) - Patrice Baudrier dans La Chute du faucon noir - Philippe Vincent dans Piège en haute mer - Jean-François Aupied dans Fusion - Jean-Jacques Moreau dans The Last Shot - Claude Brosset dans Otage - Christian Visine dans Friday Night Lights (série télévisée) - Max Aulivier dans Les Chèvres du Pentagone - Achille Orsoni dans Hawaii 5-0 (série télévisée) - Frédéric Cerdal dans Wolfenstein II: The New Colossus (voix, jeu vidéo) - Michel Derville dans Un nouveau départ pour Noël (téléfilm) - Philippe Peythieu dans Une affaire de détails |